# Mission Robotic Vehicle
Le Mission Robotic Vehicle (MRV), développé par Space logistics (en) (Northrop Grumman), est un véhicule spatial de nouvelle génération prévu pour 2026. Doté de bras robotiques et d’un système avancé de mise en orbite, il est conçu pour prolonger la vie des satellites via l’installation de Mission Extension Pods (en) (MEP), effectuer des réparations, des inspections, le ravitaillement et le retrait de débris. Ce véhicule modulaire pourrait révolutionner les services en orbite géostationnaire, réduisant les coûts et promouvant un espace plus durable.

## Prévisionnel du MRV
- 14 novembre 2024 : Réception des bras robotiques et équipements électroniques.
- Fin 2024 : Début de l’intégration des bras et de la charge utile MEP au MRV par SpaceLogistics.
- Essais environnementaux (date inconnue) : Tests de performance après intégration complète, lieu et date non précisés.
- 2026 : Lancement du MRV en orbite géosynchrone (GEO) pour débuter ses missions.
- Missions prévues :
  - Maintenance : Réparation et inspection,
  - Relocalisation : Positionnement optimal,
  - Prolongation de vie : Installation des MEP,
  - Nettoyage : Retrait de débris orbitaux[2].

## Caractéristiques
| Caractéristiques                       | Détails |
| -------------------------------------- | --- |
| Extension de vie des satellites        | Capsules MEPs de 350 kg assurent la propulsion pour 6 ans                                                                                        |
| Bras robotiques sophistiqués           | Développés par le U.S. Naval Research Laboratory, testés en 2024. Effectuer réparations, inspections, repositionnements et suppression de débris |
| Système de rendez-vous et d’amarrage   | Permet de s’approcher des satellites pour service. Installe les MEPs et se connecte à des interfaces non-standards                               |
| Propulsion électrique et chimique      | MEPs utilisent la propulsion électrique pour se déplacer vers l’orbite géosynchrone. Le MRV utilise aussi une propulsion chimique pour le RPOD   |
| Service polyvalent et missions variées | Réparation, repositionnement, refueling et réduction des débris spatiaux. Missions pour clients commerciaux et militaires                        |
| Coût optimisé                          | MEPs simplifiées sans amarrage autonome, réduisant les coûts                                                                                     |
| Technologie robotique avancée          | MRV équipé de bras robotiques avec caméras visibles, infrarouges et capteurs LIDAR pour inspections et manœuvres                                 |
| Capacité de charge utile               | Transport des MEPs et autres équipements nécessaires aux missions                                                                                |
| Tolérance aux pannes                   | Conception fiable pour le RPOD et le bus MEV |
| Lancement prévu                        | Lancement prévu pour 2026 en orbite géostationnaire                                                                                              |
| Clients actuels                        | Intelsat (2 satellites), Optus (1 satellite), autres clients commerciaux et gouvernementaux attendus                                             |